# Le Parc
Le Parc – gmina we Francji, w regionie Normandia, w departamencie Manche. W 2013 roku liczba ludności wynosiła 904 mieszkańców.
Gmina została utworzona 1 stycznia 2016 roku z połączenia trzech ówczesnych gmin: Braffais, Plomb oraz Sainte-Pience. Siedzibą gminy została miejscowość Sainte-Pience.